# ولاية لغمان

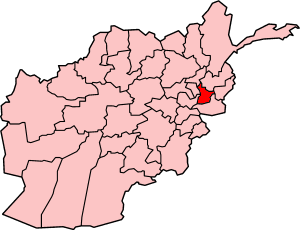
ولاية لغمان

ولاية لغمان (لغمان: بالباشتو والفارسية) من إحدي المحافظات الـ 34 بأفغانستان والتي تقع شرقي البلاد. سکانها زهاء 285680 نسمة وعاصمتها مدينة مهترلام.
يشکّل البشتون الأکثرية المطلقة فيها وتبعد عن مدينة جلال آباد حوالي 55 کيلو متر غرباً.

## التاريخ
عَرف التاريخ منطقة لغمان بـ لمباکا إبّان غزوات الإسکندر المقدوني لأفغانستان. زار لغمان أحد أشهر الرحالة الصيني زوان زانغ في القرن السابع الميلادي ويذکر التاريخ أن معظم سکان لغمان کانوا من البوذيين بينما کان الآخرون يتبعون الديانة الهندوسية.
بعد انتشار الإسلام فی المنطقة، ظفر الغزنويون بقيادة أبو منصور سبکتکين في معرکتهم ضد أحد أمراء الهندوس المعروف بـ جايبالا والذي حشد جيشاً قوامه 100000 جندياً لمحاربتهم. أصبحت لغمان وبالتحديد في العهد المغولي مقاطعة تابعة لولاية کابول.
إبان الغزو السوفيـتي لأفغانستان والمعارک الطاحنة التي شهدتها المحافظة بين أمراء الحرب، تعرضت ولاية لغمان لعمليات تدمير واسعة النطاق. اتخذ الجيش السوفيـتي الغازي آنذاک إستراتيجية همجية التي استهدفت ودمّرت البنية الزراعية للإقليم برمّتها.

## السياسة والأحداث الأخيرة
حکم لغمان الوالي شاه محمود صافي والذي حل مکانه الوالي کُلاب منکل لاحقاً. نجا منکل من محاولة اغتيال فاشلة استهدفته أواخر عام 2006. تم القبض علی ثلاثة من المشتبه بهم من أصول باکستانية بولاية لغمان في 20 يونيو 2005 وقد خطط هولاء قتل السفير الأمريکي السابق بأفغانستان زلماي خليل زاد وهو يزور الإقليم في زيارة رسمية. في فبراير 2006، شهدت مدينة مهترلام سلسلة من المسيرات والمظاهرات الغاضبة أشعلتها صحيفة دانمارکية بعد إصدارها رسوماً کاريکاتورية مسيئة للرسول الکريم صلی الله عليه وآله وسلم وقد سبقت مهترلام في خروج المسيرات علی الساحة الأفغانية لإبراز غضبها العارم من جرّاء الصور المشينة.
في 20 أبريل 2007، قتلت قوات التحالف أحد قادة طالبان المعروف بـ کُل حقبرست بولاية لغمان والذي کان من أبرز المقرّبين لقلب الدين حکمتيار أيضاً وفي مؤتمر صحفي عُقد لاحقاً اعتبر حاکم لغمان مقتل حقبرست نصراً لسکان المنطقة ونجاحاً في توفير الأمن الإقليمي.
في 24 أبريل 2007، لقي ستة أفراد من ضباط المخابرات الأفغانية مصارعهم بعد استهداف مرکبتهم العسکرية لعبوة ناسفة فی الولاية وأشارت تقارير إخبارية في وقت لاحق أن أحد هولاء الضباط قُطع رأسه.

## الاقتصاد
يمر وسط لغمان نهرا علينکار وعليشنک وتشتهر لغمان بـ موطن الخصبة وفيها أراضي زراعية خصبة وکميات هائلة من الفواکه والخضراوات مثل الخيار والأرز، القمح، القطن ولقد ازدهرت کثيراً بفضل تجارة المنتجات الزراعية.
تتواجد بشمال لغمان أحجار کريمة ومعدنية جمة مثل الترمالين وهو حجر کريم يتالف من سليکات البورون والألومنيوم.

## الترکيبة العرقية
يشکّل البشتون لا سيما طائفة غلزي الترکيبة الرئيسية للعرقيات في الإقليم وهناک أقليات أخرى مثل الطائفة النورستانية والبشايية بالإضافة إلی الطاجيک. أهل لغمان من المسلمين السنة ويطقن اللغتين – الباشتو والفارسية معاً.

## المشاهير
زلـمي خليل زاد (مندوب أمريکا لدی الأمم المتحدة فی عهد الرئيس بوش سابقاً) - عبد الظاهر (رئيس وزراء أفغانستان السابق) – زلـمي هيواد مل (مؤلف بشتوني ومستشار سياسي وثقافي للرئيس الأفغاني حامد کرزي) – أحمد ظاهر (مطرب أفغاني شهير).

## المديريات
علينکار، عليشنک، دولت شاه، مهترلام، نورستان، قرغيي ومندول.